# Constitución (Buenos Aires)
Constitución es uno de los 48 barrios de la Ciudad Autónoma de Buenos Aires, en Argentina. Se encuentran legalmente dentro de la Comuna 1 de la Ciudad Autónoma de Buenos Aires.

## Geografía
Está delimitado por la Avenida Independencia, Piedras, Avenida Caseros, General Hornos, Doctor Enrique Finochietto, Guanahani, prolongación virtual Ituzaingó (puente), Paracas, Avenida Caseros y Avenida Entre Ríos. Limita con los barrios de Monserrat al norte, San Telmo al este, Barracas al sur, y Parque Patricios y San Cristóbal al oeste.
La superficie del barrio es de 2,11 km² aproximadamente y alrededor de 41 894 habitantes según el censo de 2001. La densidad poblacional es de 19.854,9 habitantes/km².

## Historia
El barrio de Constitución está formado por dos zonas que surgieron de manera independiente en tiempos coloniales: el barrio de Concepción y el de la Convalecencia.

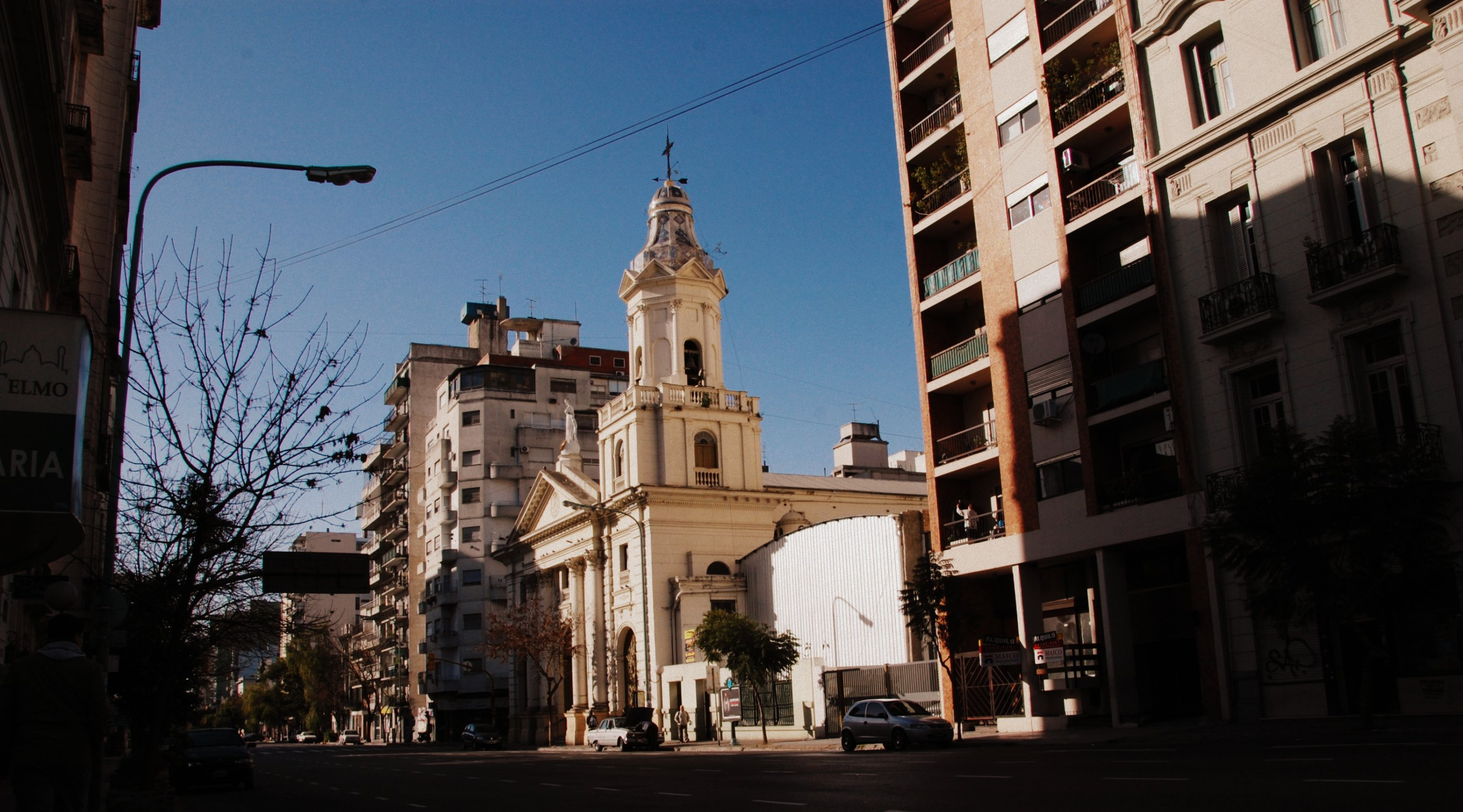
La actual Iglesia de la Inmaculada Concepción.

La historia del primero se remonta a 1727, cuando el obispo de la ciudad Pedro Faxardo presidió una reunión de caballeros, entre ellos el Gobernador del Río de la Plata Mauricio Bruno de Zavala, para conseguir la donación del terreno en las actuales calles Independencia y Tacuarí y allí levantar una capilla. En 1733, Juan Guillermo González y Gutiérrez de Aragón erige la capilla bajo la doble advocación del Arcángel San Miguel y Nuestra Señora de los Remedios. En 1738, Matías Flores y su esposa compraron a la Hermandad de la Santísima Caridad la capilla, la rehabilitaron con las debidas licencias del obispo y la pusieron bajo la advocación de Nuestra Señora de la Inmaculada Concepción. Cuando se realizó la primera división de Buenos Aires en parroquias en 1769, la Parroquia de la Concepción englobó parte del actual barrio de Constitución, y parte del actual barrio de San Telmo.

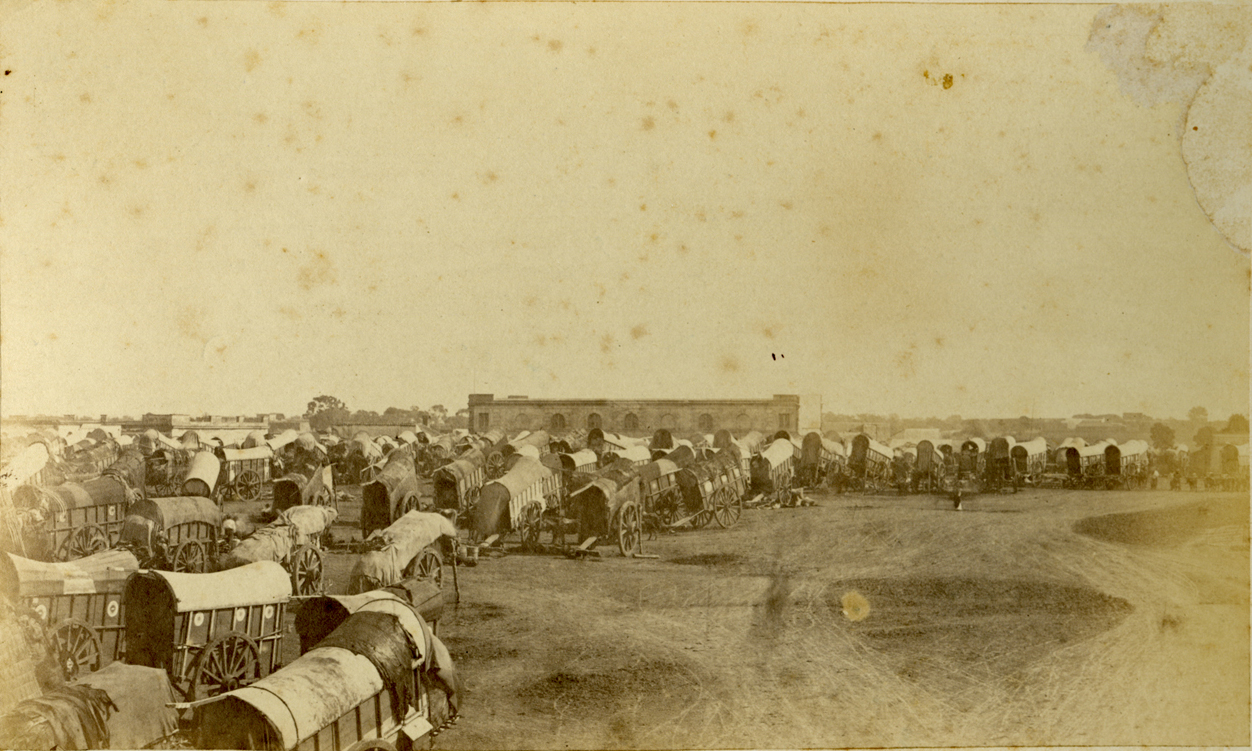
El antiguo Mercado Constitución, germen de la actual plaza homónima. (1864)

A pocos metros de la Iglesia de la Inmaculada Concepción se abrió la Plaza de la Concepción. En los primeros años del siglo XIX se vio la necesidad de alejar del centro de la ciudad las concentraciones de carretas, y es así como en 1821 se designó a la Plaza de la Concepción para cumplir esa función, que pasó a ser así el nuevo mercado de frutos de la ciudad. La ubicación de la plaza era ideal, ya que estaba directamente conectada con la Calla Larga del Sur, actual Avenida Montes de Oca, que la conectaba con las quintas al sur de la ciudad.
Por otra parte, a fines del siglo XVIII los padres Betlemitas habían fundado un hospital al que llamaron “de la Convalecencia”, aproximadamente en los terrenos del que hasta hace poco tiempo atrás fue el Hospital Rawson (hoy Asilo Rawson), y así los alrededores del hospicio comenzaron a llamarse “La Convalecencia”. Sin embargo, la zona no de desarrollaría hasta mediados del siglo XIX, y según relatos de época el área de la actual Plaza Constitución era “un pajonal”.

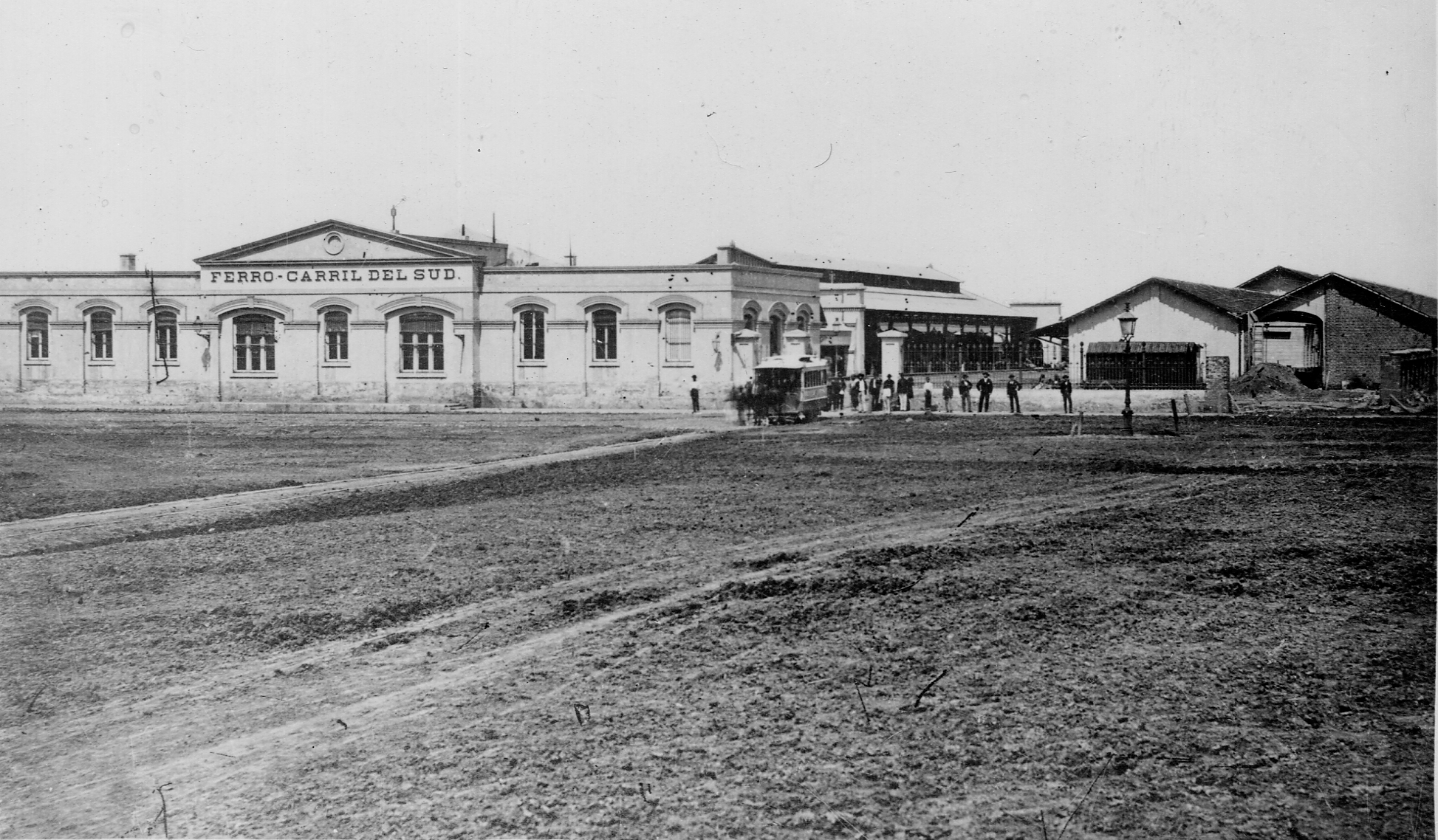
La primera Estación Constitución frente al Mercado de Constitución. (1865)

En tiempos de Juan Manuel de Rosas, la zona del actual Parque España, junto al Hospital de la Convalecencia, fue elegida por Esteban Echeverría para ambientar su conocida obra El matadero, en donde un grupo de federales se entretenía torturando y asesinando a un unitario que pasaba frente al matadero que funcionaba en el lugar. En 1852, la actual Plaza Garay habría sido el sitio elegido por Rosas para firmar su rendición luego de la Batalla de Caseros.
En 1857, debido a la saturación del tránsito que ocasionaba el mercado en Plaza Concepción, a sugerencia del gobernador Pastor Obligado, se instaló el nuevo Mercado del Sur del Alto en el terreno municipal limitado por las calles Cochabamba, Salta y Buen Orden (Bernardo de Irigoyen). Poco tiempo después el nuevo mercado recibió el nombre de Constitución, y de ahí viene el nombre del actual barrio, gracias a la Constitución de Buenos Aires firmada en 1854.
El 14 de agosto de 1865 se libró al público la primera etapa del Ferrocarril del Sud (actual Ferrocarril Roca), que salía desde una primitiva estación Constitución, y que a fines de ese año ya llegaba hasta la vieja Chascomús. El ferrocarril trajo como consecuencia la desaparición de las viejas carretas que traían la producción hasta el centro de la ciudad. Mientras tanto, el eje de la Calle Larga del Sur iba consolidándose como zona de estancias y casonas de la clase alta porteña.

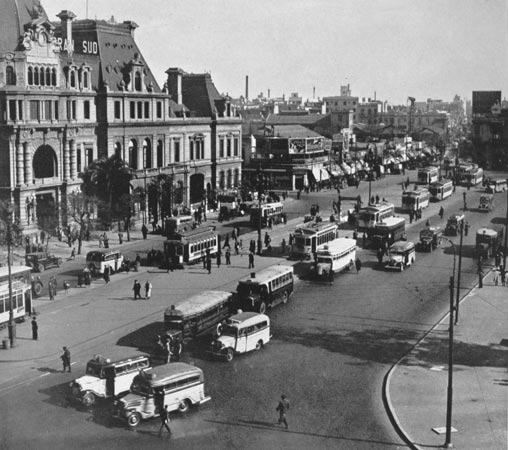
Tranvías y colectivos frente a la estación. (1936)

Para el año 1867, D. Amaro del Valle, declara en su testamento poseer acciones sobre la obra del Mercado de Constitución y almacenes en el Mercado de Constitución.
Federalizada ya Buenos Aires, el Intendente Torcuato de Alvear se propuso transformar el mercado en una plaza, y fue así como en 1884, el sector este del mismo se convirtió en un paseo, mientras que el opuesto permaneció cumpliendo su antigua función. El 1 de enero de 1887, el Ferrocarril del Sud inauguró el segundo edificio de la Estación Constitución, una lujosa construcción para la época, que transformó totalmente el aspecto de la zona. El 30 de octubre de 1892 la plaza Constitución fue librada al público en su totalidad, tomando su aspecto actual. Estaba decorada con árboles varios e incluía una exótica gruta artificial con falsas ruinas de un castillo abandonado, que serían demolidas pocas décadas después.
El barrio de Constitución y su historia están estrechamente ligados a los mayoristas, que fueron los primeros compradores de tierras, adquiriendo grandes predios para tener un espacio para construir sus depósitos. A la par de la edificación de casas comenzaron a verse las primeras pulperías, las tiendas de compra y venta y todo lo que el hombre de negocios necesitaba. También comenzaron a aparecer los denominados "pirigundines", lugares para bailar, disfrutar de unas copas y compartir con las mujeres de la noche que entretenían a los visitantes.

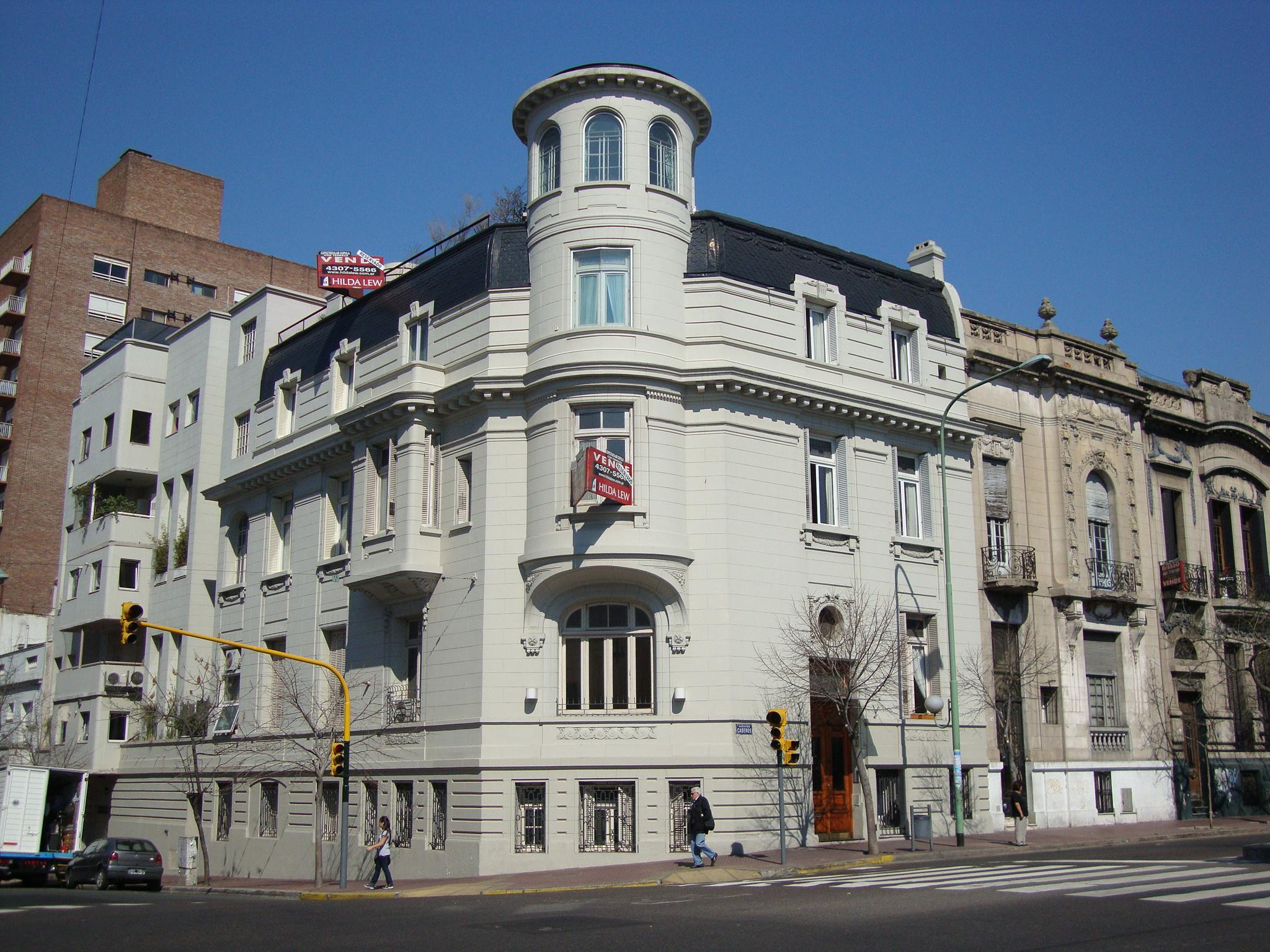
Casonas aristocráticas en Avenida Caseros.

A fines del siglo XIX el barrio sufrió su mayor explosión demográfica, y la construcción se extendió por toda la zona, ocupando terrenos y manzanas que hasta pocos años atrás seguían libres. Se edificaron tanto casas humildes y conventillos como petit hotels de clase alta, e incluso casonas de alta categoría en la zona de la Avenida Caseros, que se transformó en una zona elegida por la élite, por su cercanía al nuevo Parque Lezama. Los alrededores de la estación de ferrocarril también fueron elegidos para instalar casas aristocráticas, gracias a la renovación que sufrió la zona y a la importancia que le daba el edificio de la terminal de trenes.
Mientras, el cervecero Otto Bemberg instaló en Brasil y Piedras los depósitos de la Cervecería Quilmes, fundada en 1890. Así, la zona se fue consolidando tanto por la actividad comercial e industrial, como por las zonas residenciales tanto de clase baja como de clase alta. Al mismo tiempo, los inmigrantes aportaron otra faceta más a la heterogeneidad del barrio, predominando los “turcos” que vendían telas en los alrededores de la plaza.

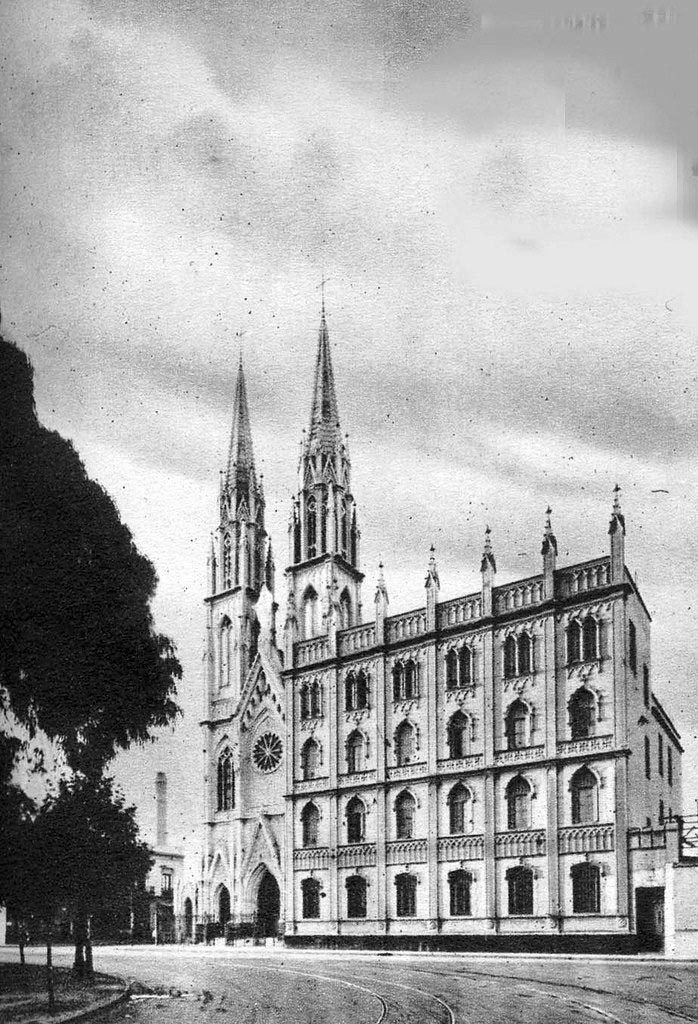
La Iglesia del Inmaculado Corazón.

En 1904 se afincaron en Constitución los Misioneros del Corazón de María y en 1923 se inauguraba la Iglesia del Inmaculado Corazón de María, de estilo neogótico con los vitrales más imponentes que recrean escenas de la vida del Padre Claret, fundador de la congregación. También se destaca el órgano, fabricado por la casa alemana E. F. Walcker & Co., con dos mil tubos y 23 registros, una de las dos únicas piezas que tiene la Iglesia Católica en Buenos Aires.
La decadencia del barrio de Constitución probablemente haya iniciado a partir de la segunda mitad del siglo XX, pero se acentuó enormemente a fines de la década de 1970. En 1974, se terminó la extensión de la Avenida 9 de Julio llegando hasta la Avenida Caseros, lo que significó la demolición de todas las manzanas que estaban entre las calles Bernardo de Irigoyen y Lima Este/General Hornos. La plaza perdió todo un frente, y las manzanas en donde antes había edificios, casas y comercios quedaron desocupadas y sin parquizar. En 1980 fue inaugurada la Autopista 25 de Mayo, un viaducto elevado sobre columnas de hormigón que se construyó demoliendo una larga tira de manzanas, cortando el tejido urbano de varios barrios del sur de Buenos Aires. Sobre el cruce de la Avenida 9 de Julio se construyó un nudo vial que ayudó a desarticular la zona y significó la demolición de más manzanas.

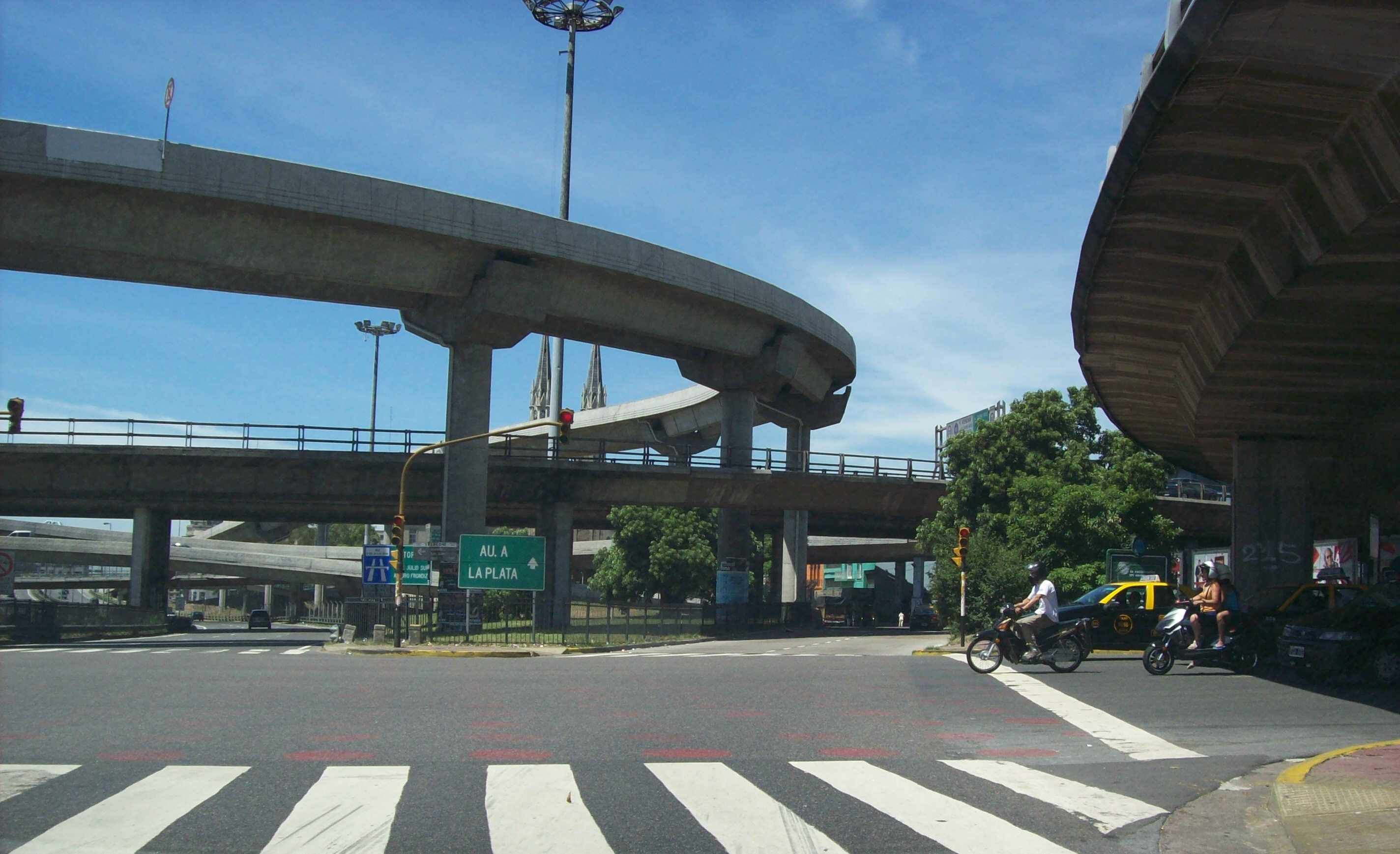
El nudo de autopistas que partió y aisló al barrio.

A fines de la década de 1980 fue terminada la Autopista 9 de Julio Sur, otro viaducto que corre entre las calles Bernardo de Irigoyen y Lima Este, ocupando las manzanas que habían sido demolidas diez años atrás. Así, se fue conformando una zona de cruce de autopistas y puentes que cortaron al barrio por la mitad y aislaron a la Plaza Constitución de sus alrededores. Solo la Iglesia del Inmaculado Corazón se salvó de la demolición, y quedó sola junto a los brazos de las autopistas.
Mediante la ley 835 de la CABA, sancionada el 15/08/2002, la Legislatura de la Ciudad de Buenos Aires declaró: "Institúyase el día 29 de agosto de cada año como "Día de Constitución", en conmemoración de la fecha del natalicio del liberal Juan Bautista Alberdi, quien contribuyera a la organización del país con su pasión e inteligencia expresada en sus escritos fundamentales, bases de nuestra Constitución Nacional".

## Transporte público
Constitución posee una buena conexión con el sistema de transporte público del área metropolitana, destacándose de muchos de los otros barrios por su múltiple conectividad ferroviaria. Es atravesado por una línea de ferrocarril con varios servicios a distintas localidades del sur y oeste del AMBA, por una línea de subte (Línea C), y por 43 líneas de colectivos.
Trenes
Línea Roca
 Constitución
Subterráneos
 Constitución · San Juan
Líneas de Colectivos
4
9 10 12 17 25 28
37
39 45 46
50 51 53 59 60 61 62 65 67 70 79 84 90 91 95 96
97 98 100 102
126
129 133 134 143 148 151 154 168 195
Metrobús
En Constitución corre parte del corredor de Metrobús de Avenida 9 de julio. En su paso por el barrio corren 13 líneas de colectivos (9, 10, 17, 28, 39, 45, 59, 67, 70, 91, 98, 100, 129), aunque a lo largo de todo su recorrido hasta la Avenida 9 de julio es utilizado por un total de 14 líneas. Las paradas que posee en Constitución son:
 Estados Unidos
 Av. Independencia

## Problemas sociales
A partir de fines del siglo XX, el barrio vivió un aumento de asaltos, marginalidad y venta de droga, además se consolidó una zona roja, que en los últimos diez años se nutrió de una comunidad de dominicanas traídas por redes de trata desde el Caribe. En ciertas zonas cercanas a la estación se ven fuertes contrastes. En los últimos años se practica la prostitución a la luz del día; se incrementó la cantidad de casas tomadas, la venta callejera y el narco menudeo.
El barrio se ha visto afectado por los llamados canguros, son delincuentes que saltan por las ventanas de los colectivos para arrebatar celulares y carteras. La zona de incidencia de los delitos es detrás de la plaza Constitución.